# Vlajka Novgorodské oblasti

Vlajka Novgorodské oblasti
Poměr stran: 2:3

Vlajka Novgorodské oblasti, jedné z oblastí Ruské federace, je tvořena listem o poměru stran 2:3, se třemi svislými pruhy: modrým, bílým a červeným o poměru šířek 1:2:1. Uprostřed bílého pruhu je umístěn štít francouzského typu se znakem oblasti. Šířka štítu odpovídá ¼ délky listu.
Modrá barva symbolizuje oddanost, spravedlnost a vytrvalost. Připomíná také jezera a řeky oblasti. Bílá barva je barvou úsilí o mír, blahobyt a štěstí. Je také barvou chrámů a klášterů postavených v oblasti. Červená barva symbolizuje hrdinskou minulost, starobylost, odvahu a krásu.

## Historie
Veliký Novgorod byl v 10. století druhým nejvýznamnějším městem Kyjevské Rusi, ve 12. století centrem Novgorodské republiky. Již v Titulárním almanachu z roku 1672 byl znak Novgorodu zobrazován jako dva medvědi stojící kolem trůnů, na kterém leží hůl, zakončená křížem, žezlo a svícen, pod ním pak dvě ryby. Toto tradiční pojetí je i na znaku a tím i vlajce oblasti.
Novgorodská oblast byla vyhlášena 5. července 1944, v sovětské éře oblast neužívala žádnou vlajku.
Na jaře 2002 vyhlásila správa oblasti veřejnou soutěž, jejíž podmínkou bylo, že součástí vlajky bude oblastní znak. 31. ledna 2007 byla nařízením č. 103-OD vytvořena pracovní skupina, která měla do 1. června (července) téhož roku předložit návrh na podobu oblastní vlajky. Skupinu vedl předseda oblastní dumy Anatolij Ajexandrovič Bojcev. 19. prosince 2007 schválila duma zákon č. 223-OZ O vlajce Novgorodské oblasti. Gubernátor Sergej Gerasimovič Mitin zákon podepsal 24. prosince 2007.

## Vlajka gubernátora Novgorodské oblasti
Vlajka je tvořena čtvercovým listem modré (azurové) barvy s úzkým červeným okrajem (rámem), který je z vnějšku a vnitřku zlatě olemován. Na rámu je umístěno 22 osmicípých stříbrných hvězd. V modrém poli je uvnitř zlatého dubového věnce, na bílém pozadí, kompozice na modré půdě. Kompozice znázorňuje dva černé medvědy, podpírající zlatý trůn se stupňovitým podstavcem a šarlatovým polštářem. Na opěradle jsou zkřížené zlaté žezlo (doplněné křížem) a zlatý kříž. Nad trůnem je zlatý trojsvícen se svíčkami, hořícími šarlatovým plamenem. Na azurové půdě jsou položeny dvě stříbrné ryby, jedna proti druhé. Na horním, vlající a dolním okraji jsou stříbrné třásně.

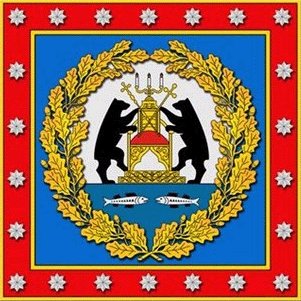
Vlajka gubernátora Novgorodské oblasti Poměr stran: 1:1

Základem gubernátorské vlajky je znak Velkého Novgorodu, schválený v roce 1771 Kateřinou II. Trůn připomíná dávnou novgorodskou historii. Zkřížené žezlo a kříž připomínají mocenský vliv arcibiskupa a knížete ve starověkém Novgorodu. Hořící trojsvícen, symbol Nejsvětější Trojice, ukazuje roli Novgorodu jako jednoho z center duchovního života. Medvědi, jeden z tradičních slovanských symbolů, jsou zobrazeni jako ochránci chránící novgorodskou zem (viz štítonoš), ryby pak připomínají význam vodních obchodních cest a rybolovu v historii Novgorodu. Hvězdy symbolizují 21 rajónů a jeden městský okruh.
Není známo, kdy byla vlajka gubernátora přijata, ale 20. října 2012 se konala slavnost svěcení této vlajky, která byla poté předána tehdejšímu gubernátorovi (Sergej Gerasimovič Mitin).

## Vlajky okruhů a rajónů Novgorodské oblasti

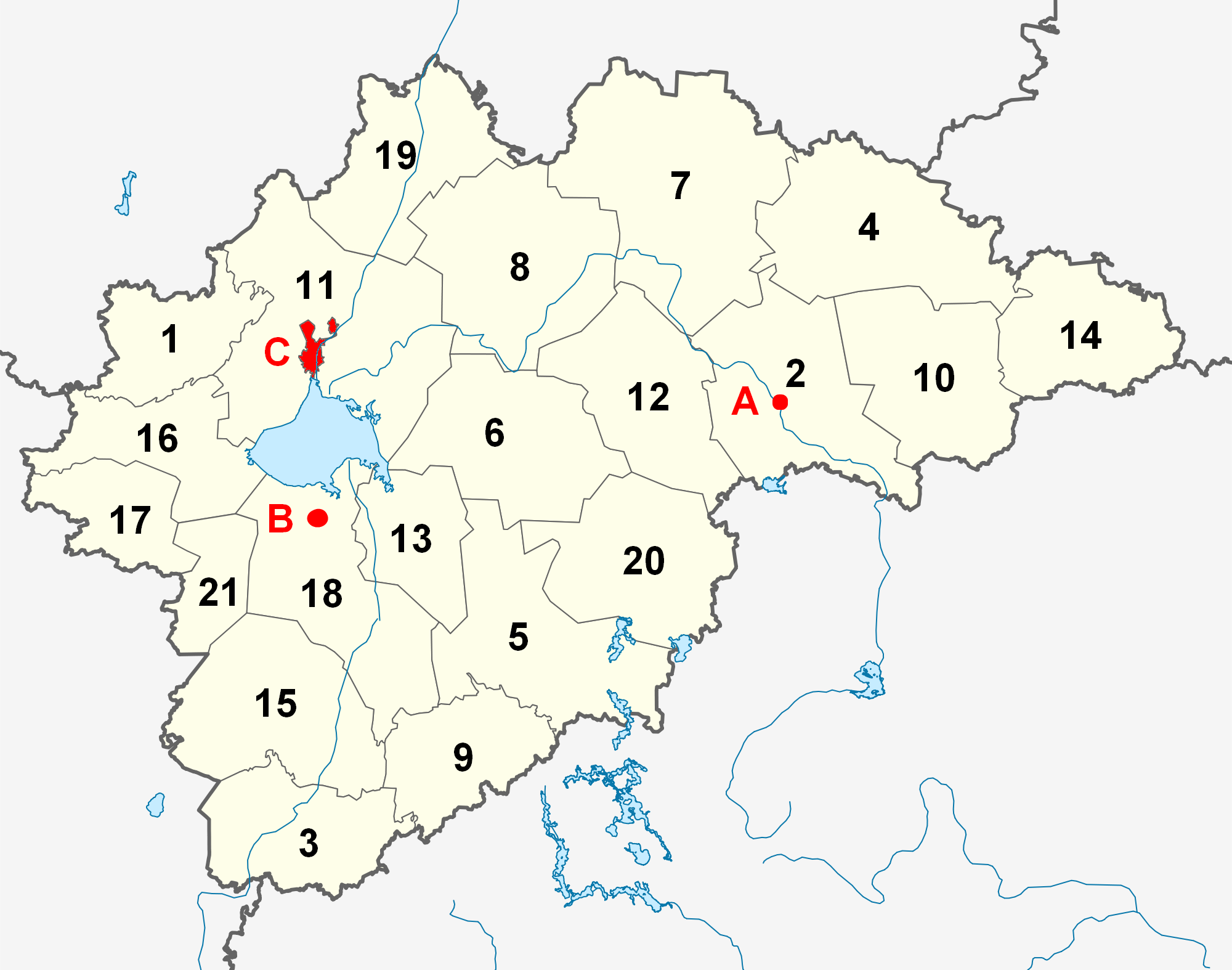
Členění Novgorodské oblasti

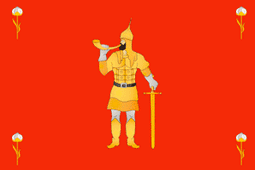
Volotovský rajón (18) Poměr stran: 2:3
Marjovský rajón (19) Poměr stran: 2:3
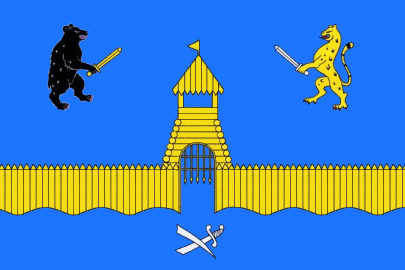
Solecký rajón (20) Poměr stran: 2:3
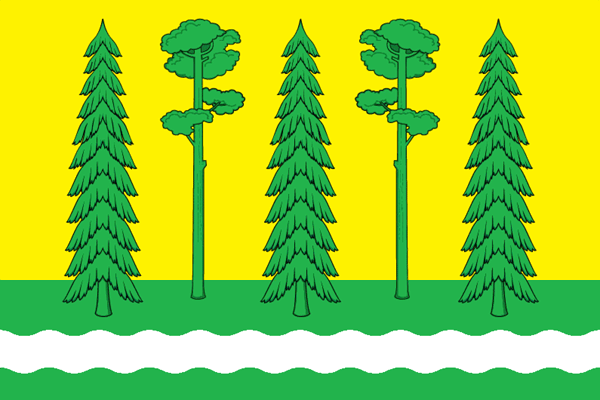
Chvojninský rajón (21) Poměr stran: 2:3

Veliký Novgorod (22) Poměr stran: 3:5

Novgorodská oblast se od března 2020 člení na 17 rajónů, 4 obecní okruhy a 1 městský okruh.
Rajóny

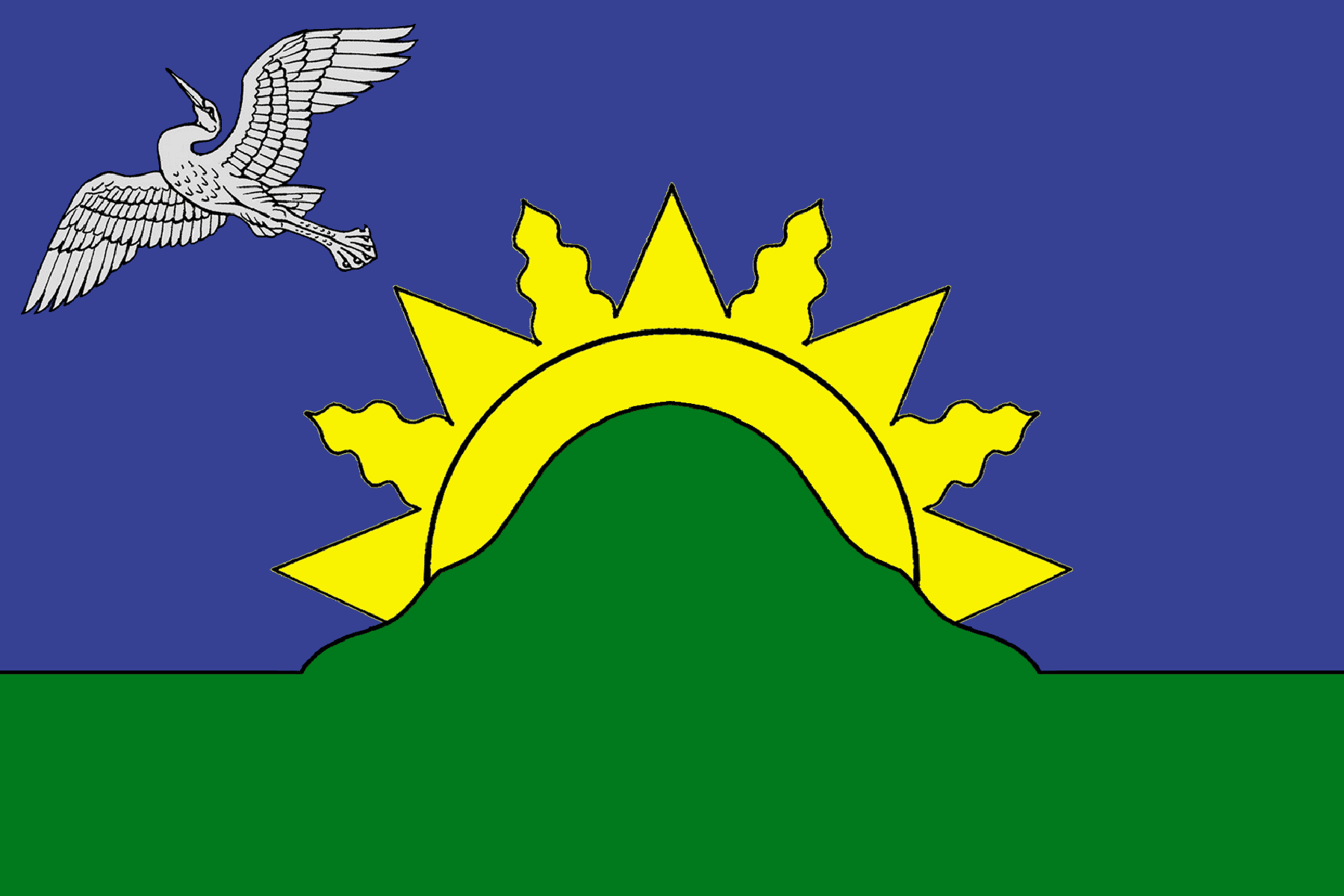
Batecký rajón (1) Poměr stran: 2:3
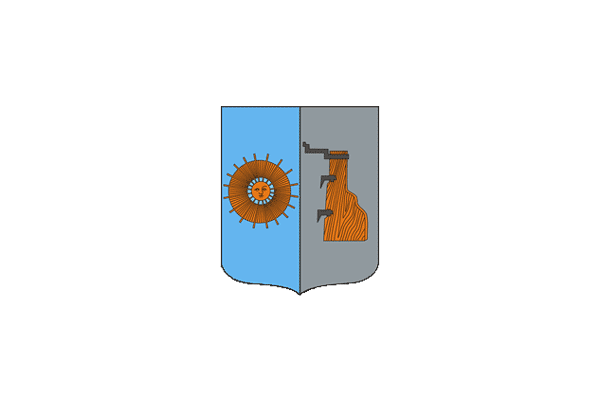
Borovičský rajón (2) Poměr stran: 2:3
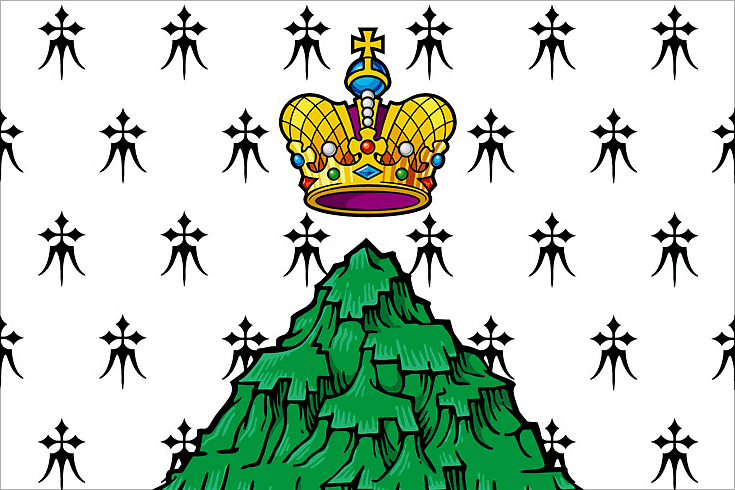
Valdajský rajón (3) Poměr stran: 2:3
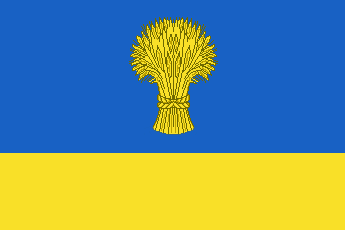
Demjanský rajón (4) Poměr stran: 2:3
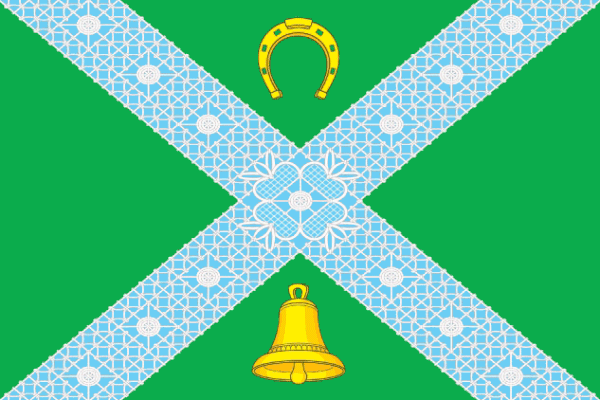
Krestěcký rajón (5) Poměr stran: 2:3
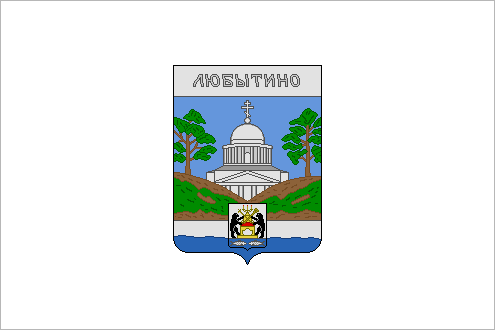
Ljubytinský rajón (6) Poměr stran: 2:3
Malovišerský rajón (7) Poměr stran: 2:3
Mošenský rajón (8) Poměr stran: 1:2
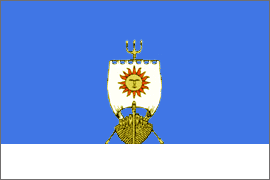
Novgorodský rajón (9) Poměr stran: 2:3
Okulovský rajón (10) Poměr stran: 2:3
Parfinský rajón (11) Poměr stran: 2:3
Pestovský rajón (12) Poměr stran: 2:3
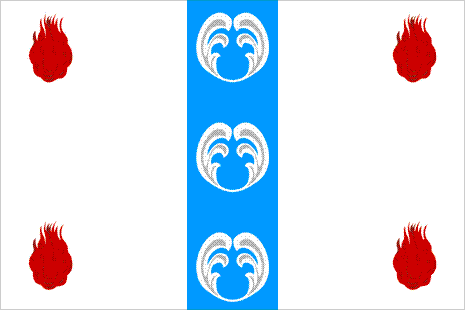
Poddorský rajón (13) Poměr stran: 2:3
Staroruský rajón (14) Poměr stran: 2:3
Cholmský rajón (15) Poměr stran: 2:3
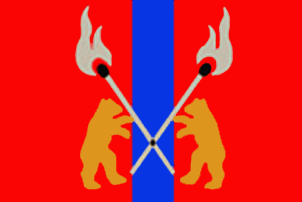
Čudovský rajón (16) Poměr stran: 2:3
Šimský rajón (17) Poměr stran: 2:3

Okruhy
- Volotovský rajón (18)
Poměr stran: 2:3
- Marjovský rajón (19)
Poměr stran: 2:3
- Solecký rajón (20)
Poměr stran: 2:3
- Chvojninský rajón (21)
Poměr stran: 2:3

Městské okruhy
- Veliký Novgorod (22)
Poměr stran: 3:5